# Star Wars: The Force Unleashed II
Star Wars: The Force Unleashed II es la secuela del juego de 2008 Star Wars: The Force Unleashed. Un tráiler anunciando el juego fue mostrado el 12 de diciembre de 2009 en Spike Video Game Awards, y en 2010 en el evento de E3 se conoció un nuevo tráiler donde se muestra cuando Darth Vader traiciona a Starkiller de nuevo y ordena que lo ejecuten, además de nuevas características de jugabilidad que tendrá la secuela. Adicionalmente, una demostración del juego fue exhibida en el evento con Haden Blackman, y en el demo estaba Starkiller en uno de los primeros niveles del juego que tiene lugar en Kamino.

## Jugabilidad
Star Wars: El Poder de la Fuerza II tiene elementos del primer juego.
El combate fue modificado para incluir la habilidad de tener dos Sables Láser y aprender nuevos poderes de la fuerza, como "Control Mental" y "Furia de la Fuerza".

Los poderes del primer juego se incluyen en la secuela: "ahorcar con la fuerza", "rayos" y "salto". Los jugadores ahora tienen acceso a una gran variedad de nuevos combos y nuevos enemigos han sido agregados al juego.

## Argumento
Seis meses después de la muerte de Galen Marek en la primera Estrella de la Muerte y un año antes del Episodio 4, Darth Vader lleva el cuerpo de su antiguo aprendiz a las instalaciones clonadoras de la ciudad Timira en Kamino. Ahí Vader intenta clonar el cuerpo para obtener un nuevo aprendiz más poderoso y más obediente que el original, pero solo obtiene clones inestables, deformes y dementes (debido al proceso de clonación acelerada). Después de cientos de intentos, logra crear un clon estable y con suficiente potencial como para ser el reemplazo del Galen Marek original. Vader lo deja 13 días en insolación para que se mantenga vivo solo con el poder del lado oscuro. Al ver que su aprendiz pasó la prueba, le da una tarea, ir a Cato Neimoidia y ejecutar al mentor del Galen Marek original, el Jedi Rahm Kota (quien fue capturado por fuerzas imperiales), pero antes le ordena destruir un droide con el aspecto del amor del Galen Marek original (Juno Eclipse). De esta manera Vader quería saber si el clon era lo suficientemente fuerte y obediente como para reprimir los recuerdos de su vida pasada. Pero el clon no es capaz de hacerlo. Starkiller, al ver que Vader lo iba a matar por no ser el clon perfecto, decide huir de Kamino. Mientras avanza asesina a todos los stormtroopers que se le atraviesan en su camino y escapa de sus perseguidores, finalmente Starkiller logra llegar a la nave de Vader y escapa de Kamino. 
Mientras tanto, en Cato Neimoidia, un Massiff se prepara para atacar a un competidor en la arena, pero como todos son derrotados y cortados por un sable de luz justo cuando llegan a atacar al competidor, quien se revela como el Maestro Rahm Kota. Después de asesinar al Gladiador Feeorin, Kota observa el pabellón de observación y le informa al "Barón" que se estaba "quedándo sin verdugos". Al ver que ninguno de sus gladiadores logra matar al Jedi, el Barón decide "soltar a los perros corellianos". Luego este es informado por uno de sus ayudantes neimoidianos que se acercaba la nave de Lord Vader (sin saber que había sido robada). Tarko decide ir personalmente a recibir a Darth Vader y lleva a un escuadrón de Stormtroopers con el por si acaso. 
Sin embargo, cuando llegan a la bahía de aterrizaje para recibir a Darth Vader descubren que quien había llegado era Starkiller. Tarko, inmediatamente sospecha del joven y le pide los códigos de seguridad del sector, pero Starkiller no le dice los códigos y Tarko le ordena a sus soldados atacarlo. Starkiller fácilmente mata a los soldados, pero Tarko huye inmediatamente a la ciudad. Starkiller procede a entrar en la ciudad después de destruir un AT-MP y dos Acólitos Imperiales Sith. Starkiller mata muchas más fuerzas imperiales en su camino, pero es atacado por el helicóptero de combate de Tarko, el Némesis, que rápidamente destruye un puente, matando a Imperiales y saltando edificios sin descanso. Starkiller esquiva la nave, pero no sería la última vez que se enfrentaría a la nave. Después de entrar en una sala de juego, lleno de máquinas de juegos, se encontró con varios droides de Carbonita imperiales en los niveles más bajos, que había congelado al parecer muchos ciudadanos neimoidianos. Después de pasar por otro, más pequeño cuarto con tres máquinas de juego, el Némesis ataca una vez más, destruyendo el puente en el que estaba Starkiller, este se las arregla para llegar a un tranvía de carga y lo utiliza como un paso hacia el Arco del Este. Se ve obligado a destruir muchos cazas TIE con el fin de salvar el tranvía, pero el Némesis lo alcanza y le disparó con un arma gattling y varios misiles. Starkiller se las arregla para reorientar los misiles de vuelta en el barco, finalmente, lo obligaron a huir. El tranvía había sufrido demasiado daño, sin embargo, se salió de su línea de alimentación, con Starkiller acaba de gestión de saltar fuera de él para llegar a una plataforma. 
Después de destruir varios imperiales más, Starkiller finalmente llegó a su meta, la Arena, sin embargo el puente que comunicaba a la arena fue destruido en parte: El Némesis estaba de vuelta. Starkiller se las arregla para aplastar sus motores y finalmente destruirlo. Él lo utiliza para saltar hacia el otro lado del puente destruido, en la entrada del estadio. Él usa un ascensor para acceder a una puerta de entrada a la arena. Él entra, encuentra a Kota y le dice que pudo quedarse atrás. Kota estaba encantado de encontrar a Starkiller aparentemente vivo. Tarko, por el contrario, se enfurece y le dice a su ayudante que suelten al Gorog. Su ayudante de pánico, informando a Tarko que las restricciones de la arena no había sido debidamente probadas. Tarko insistió y la puerta se abrió. Un rancor entra en la arena. Starkiller enciende uno de sus sables de luz y mira con aire de suficiencia al rancor. Justo cuando el rancor empezara a atacarlos, sin embargo, una mano inmensa emerge desde el suelo, aplasta al rancor y lo tira otra vez muerto. Luego, el mismo brazo surge, tirando con él una criatura inmensa: El Gorog. Starkiller se vio obligado a usar los dos sables de luz para dañarle los grilletes a la criatura y los empuja a las cadenas colgando en las paredes. Una vez hecho esto, se apoderó de la cadena del cuello de la criatura y logró tirar hacia el suelo, golpeando hacia abajo dos veces. Esta parecía ser la única manera de dañar en gran medida a la bestia. El Gorog retiró sus manos libres, Starkiller tuvo que repetir el proceso otra vez. Luego saltó hacia el Gorog, le quita una protección que tenía en la cabeza. El clavó su sable de luz en una herida que tenía detrás de la protección de metal. El Gorog, ahora completamente enfurecido, sacó su muñeca libre, completamente rompiendo el grillete. Starkiller se arrojó a la pared lateral de la arena, sacó su otra muñeca libre y procedió a subir a la arena. Kota, que se había ido tras Tarko, sugirió dañar las restricciones de la arena. Starkiller se dio cuenta de que esto traería abajo toda la estructura, pero tenía que hacerlo. Se dirigió hacia la sala de observación de Tarko. Kota ya estaba en duelo con Tarko y tres soldados de asalto. El Gorog hace temblar la sala, todavía tratando de matar a Starkiller. Tarko fue rápidamente devorado, pero Kota estaba atrapado en las garras de la bestia. Fue derribado con ella cuando la arena cedió. Como Kota era el único que sabía dónde estaba Juno, Starkiller se lanzó tras él, esquivando los desechos en su camino hacia abajo. No se puede matar al Gorog, o por lo menos daño de tal manera que sería capaz de ceder su control sobre el asfixiado Kota, Starkiller usó la Fuerza para cargar hacia el Gorog a una velocidad insuperable, perforando un agujero en el pecho del Gorog con su propio cuerpo. El Gorog finalmente dejó ir a Kota. Kota criticó la falta de Starkiller de una fuga, sin embargo, demostró que tenía su propia fuga; Kota llamó al Rogue Shadow para que los recogiera antes de morir, el Gorog y el resto de la arena cayeron al fondo del abismo. 
Starkiller, pensando que encontraría a Juno en el puente de mando, sin embargo, descubrió que ella no estaba allí. Kota reveló que había perdido contacto con ella después de que lo capturaron. Luego sugirió que Starkiller creara una distracción con el fin de reunir a las tropas. Starkiller intervino, revelando que era un clon, que se cultiva en una cubeta a imagen de Galen Marek. Kota se ríe de esto, afirmando que era imposible la clonación de un Jedi. Cuando Starkiller reveló que él había venido de Kamino, Kota solicitó información sobre las instalaciones de clonación de ciudad Timira. Starkiller se negó y dijo que necesitaba un lugar para meditar y pensar, Kota se molestó con él, pero inadvertidamente inspiró a Starkiller a visitar Dagobah. 
Mientras tanto, en Kamino, Boba Fett estaba examinando los daños causados por Starkiller en su huida. Vader, quien también está en la habitación, le entrega las órdenes a Fett de encontrar a la mujer (Juno Eclipse) y traerla con vida, sabiendo que Starkiller la seguiría. Fett solicitó un escuadrón de soldados de asalto de Vader, afirmando que no iba a volver y Darth Vader le ofrece algunas tropas de terror y un andador enorme de cuatro patas. Fett los miró y luego Boba afirmó diciendo: "Eh visto todo lo que puede hacer a distancia, se lo que puede hacer". 
Después haber vencido al Gorog y haber rescatado a Kota de Cato Neimodia, Starkiller llega hacia el planeta Dagobah, en donde planea meditar un poco y saber en donde estaba Juno. Allí se encuentra con el mismísimo Maestro Yoda cerca de una cueva misteriosa y Yoda le dice a Starkiller antes de pasar: "Lo que has estado buscando, adentro lo encontraras". Dentro de la cueva, Starkiller ve visiones de clones con su apariencia que lo empiezan a atacar, pero Starkiller logra vencerlos. Al final de su recorrido tiene una visión en la que Darth Vader había capturado a Juno, entonces se da cuenta de que Juno había sido capturada por el Imperio. Después de descubrir esto, Starkiller regresó al Rogue Shadow junto con Kota y se marchan hasta donde se encontraba la nave de la Alianza Rebelde, "La Salvation", donde Starkiller había visto que estaba Juno en una de sus visiones. 
Starkiller recoge en Malastare a Kota, Kota reveló que los tipos de visiones del futuro que Starkiller tuvo no suelen ser falsas. Después de encontrar "la Salvation" y de aterrizar, Kota y Starkiller se dirigen hacia el puente. Pero en el camino, Starkiller es informado por Kota que no importaba si era un clon o no. Starkiller entonces le entrega a Kota un cilindro con el código de cifrado, con las coordenadas de Kamino y esquemas de las instalaciones de clonación secretas. Justo en ese momento, "la Salvation" es atacada. Kota y Starkiller entran en el puente, donde encuentran un maltratado y aun así funcional, PROXY, al que le faltaba un fotorreceptor y un brazo. Starkiller le dice Kota que ordene el ataque y justo antes de irse, PROXY le advierte que Boba Fett está a bordo de la nave. 
Starkiller se enfrenta a pequeños robots en forma de araña y droides del terror en su camino hacia una sala de científicos, donde se encuentra a Juno inconsciente. Su camino A través de su camino de barrotes, Starkiller trata de encontrar otro camino, encontrando todavía más droides del terror y soldados. Accede a la sala de científicos, solo para encontrar a Boba Fett para que no rapte a Juno. Justo antes de que el saliera de la habitación, Juno ve a Starkiller. El paso a través de explosiones y después de la lucha contra droides, ve a un corredor completamente "fundido" por un ser invisible. Los daños parecían demasiado grandes para ser realizado por los droides de terror pequeño y el daño similar en todo el buque. Sirvió como una excelente guía para Starkiller, y fue capaz de acceder a la sala de máquinas, donde se encontró con un gran droide del terror, al que derrotó fácilmente. Después de esto que él accedió al hangar, donde fue testigo de que Boba Fett se iba en su nave , el Esclavo I, teniendo a Juno de rehén con él. Le dijo a Kota que no atacaran, pero Kota ya había ordenado el ataque. Estuvieron de acuerdo en que Vader probablemente no esperaba que la flota rebelde fuera a Kamino. 
Starkiller entonces se dio cuenta de cuál es la fuente de los daños de la fusión un droide del terror caminante. Le destruyó su escudo provocando una explosión. El caminante se las arregla para llegar al reactor de línea, para recuperar sus escudos una vez más. Starkiller logró reponer el reactor. Después de causar más daños, Starkiller le saltó encima de la cabeza, y empezó a clavarle sus sables de luz una y otra vez. Su plan funciona y el caminante se fríe y Starkiller vuelve al hangar satisfecho. 
"La Salvación" llegó por encima de Kamino, donde se hace evidente que la flota imperial los estaba esperando y a la rebelión, que había sufrido bajas importantes. Cinco vainas de embarque desplegando tropas imperiales en "La Salvation". Starkiller mató a los invasores imperiales, que incluía dos AT-ST y tres AT-ST. Después de despejar el hangar de las vainas de embarque, varios de los Y-Wings fueron capaces de ponerse en marcha. Starkiller entonces progresó de nuevo la forma en que llegó, pasando por el centro de unidad, de compensación imperiales fuera de la sala de máquinas, y el acceso a la zona de tiro. Un golpe de suerte de un cercano Destructor Estelar Imperial teniendo el objetivo que era la Salvation. Starkiller utiliza la fuerza para accionar el arma principal, disparando al Destructor Estelar. Desde allí, se dirigió al puente, donde Kota ordenó a la flota que mantuviera el asalto, a pesar de numerosas bajas. Después de informar a Starkiller que Kamino tenía un fuerte escudo planetario, fue la prevención de cualquier asalto por tierra, Starkiller le dijo que el escudo no iba a sobrevivir un golpe directo de un crucero, y también le aconsejó que fuera al Rogue Shadow. Kota siguió el consejo, pero no antes de ordenar a todos a abandonar la nave. Starkiller utilizó la fuerza para que los trozos de naves destruidas no destruyeran "la Salvation". Antes de que la nave cayera en Ciudad Timira Starkiller salió de la nave, contempló como la nave era destruida. 
En la ciudad, Starkiller se encontró con andadores imperiales y varios droides de guerra de incineración, que también había encontrado a bordo de "La Salvation". Ayudó a varias veces a Kota, que a su vez ayudaba Starkiller capturando el centro de seguridad y desactivando las pantallas de seguridad. Una serie de bombardeos Imperiales destruyó un puente cercano, pero Kota y Starkiller fueron capaces de reformarlo, permitiendo que los dos Jedi pudieran reunirse. Kota dijo que los niveles superiores habían sido cerrados, aunque Starkiller fue allí de todos modos. Kota, incapaz de soportar el conflicto de Starkiller fue a enfrentarse a Vader solo, arriesgando su vida por Juno, le pide a Starkiller a repasar sus acciones y dejar a Juno. También pide a Starkiller que se uniera a la Alianza Rebelde. Starkiller, sin embargo, informa a Kota que no puede unirse a la rebelión, porque él ama a Juno. 
Starkiller avanzó hasta la torre principal, se encontró con miles de plataformas de la clonación, cada uno de ellos contiene decenas de clones de sí mismo. Al darse cuenta de que Vader ha clonado un ejército, informó a Kota de este hecho. Starkiller saltos a través de varias de estas plataformas, miraba los clones defectuosos de sí mismo mientras se movía hacia la parte superior de la torre. Se encontró una feroz resistencia en forma de guardia de Fuerza y Acólitos Sith. Le dijo a Kota que de camino buscaría al verdadero Starkiller, pero Kota le volvió a decir que no se puede clonar a un Jedi y lo que estaba viendo podía ser una ilusión. 
Starkiller finalmente llega a la parte superior de la torre, sin embargo, cuando lo hace, se ve afectado por la ansiedad, el miedo, el odio y el amor. Él es incapaz de funcionar, solo a pie a través de esta pesadilla autoinfligidas. Su ansiedad, aumentada en gran medida por la fuerza, aplasta equipos vecinos. Visiones de Vader salieron de la nada, a pesar de que fue capaz de repelerlas y las voces de Juno y Kota se hicieron eco a su alrededor, Juno lo llama un "monstruo" y una "cosa", mientras que Kota le llamaban "Eres solo el títere de Vader, un cuerpo con los recuerdos de un hombre muerto". 
Por último la superación de las visiones, Starkiller entra en una cámara de clonación grande y ve a Vader de pie sobre una plataforma de la clonación, los clones en esta zona están totalmente crecidos. Empieza el duelo de Vader y Starkiller, Vader suelta los clones de Starkiller. Un grupo de clones solo podía manejar sables de luz, mientras que otro grupo podría ejercer poderes de la fuerza y por lo tanto son capaces de desviar los ataques propios de Starkiller. Los clones sin embargo, no estaban mentalmente estables, lo que Starkiller utiliza a su favor, la mente engañar a muchos de ellos en atacar a Vader. Numerosas veces, Vader lanzaba las vainas de clonación, e incluso las plataformas en las que estaba Starkiller. A lo largo de su duelo, Starkiller ve visiones de su pasado. El duelo progresa, Starkiller y Vader, al igual que el clon recibe otra visión, esta vez del futuro, una visión de él sosteniendo el cuerpo de Juno, diciendo "que él debería haberse quedado aquí". Vader utiliza esta distracción para romper el choque y empujarlo. A continuación, el sector del lúpulo en uno de los droides flotando en el centro y flota hasta la habitación donde está manteniendo Juno, Starkiller pisándole los talones. 
Al llegar frente a Vader, Starkiller exige saber donde esta Juno. Vader se mueve a un lado y aparece detrás de él. Luego la sujeta por el cuello, usando la Fuerza, Vader le exige a Starkiller inclinarse ante él o de lo contrario matara a Juno, estrangulándola. Starkiller obedece y suelta sus sables de luz y le pide que la deje ir. Vader accede y suelta a Juno, quien aprovecha la oportinidad y se arrastra hacia uno de los sables de luz de Starkiller, Vader le ordena a Starkiller ejecutar al general Kota y entregarse al lado oscuro por completo y luego le ordena dirigirse a matar a los líderes rebeldes. Si no lo hacía, Juno morirá y si falla también la matara. Sin embargo, Juno enciende el sable de luz que tomo y trata de atacar a Vader, pero antes de que logre atacar a Vader, este la empuja con la Fuerza y cae hacia una plataforma electrificada, aparentemente matándola con el impacto. Furioso a ver lo que hizo Vader, Starkiller grita de furia y recoge de nuevo sus sables de luz y ataca a Vader. Después de hacer un choque breve de sables de luz, Vader lo empuja hacia la plataforma abajo, pero Starkiller se las arregla para aterrizar a salvo en la plataforma y Vader salta tras él. 
Los dos participan en otro duelo, Vader tratando de convencer al clon de que con Juno es débil y que ella no es nada. Starkiller furioso, grita que lo va matar. Durante el duelo, Starkiller electrocuta Vader en varias ocasiones empujándolo contra las torres eléctricas que rodean el área. Vader, en última segundo logra desarmar al clon y lo lanza fuera de la plataforma en la que el duelo se llevaba a cabo. Starkiller se sujeta de la orilla de la plataforma y Vader le empieza a lanzar su sable de luz en varias ocasiones con tal de lanzarlo al vacío. Sin embargo, Starkiller se las arregla para tomar el sable de luz a la cuarta vez que Vader se lo lanza y se lo regresa a él, cortándole la mano derecha en el proceso (la que él se había construido cuando era Anakin Skywalker) del Señor Oscuro. La lesión no obstante, solo momentáneamente distrae a Vader, quien después intenta golpear a Starkiller haciendo un golpe de revés, pero falla. Luego Vader con la Fuerza lo empuja a través de la plataforma y en un intento desesperado trata de aplastarlo con una de las torres de alta tensión. Starkiller apenas se las arregla para mantener a raya la torre, pero este se las ingenia para levantar con la fuerza otra torre de la plataforma. Vader se distrae por la segunda torre y Starkiller aprovecha la oportunidad y utiliza la primera torre y se la regresa a Vader. Él hace uso de la fuerza, para hacer que el resto de torres de alta tensión liberen una enorme cantidad de electricidad, que luego absorbe y utiliza para mandar una cantidad increíble de rayos de fuerza a Vader, finalmente lo deja derrotado. Starkiller se acerca ante Vader, con la intención de matarlo, acusándolo quitarle todo lo que tenía. Vader con calma le dice que Juno no habría sentido nada por él, ya que era un clon, pero Starkiller responde que para él si lo son. Justo en ese preciso momento Kota y varias tropas rebeldes llegan. Kota quiere arrestarlo y llevarlo a juicio por delitos en contra de la verdadera República. También menciona que Vader es el único que sabe si el Galen Marek original realmente sobrevivió.

### Final del Lado Luminoso
Starkiller elige dejarlo vivir y apaga su sables de luz, luego Kota y los soldados rebeldes proceden a arrestar a Vader, luego Starkiller corre hacia donde estaba PROXY, está tratando de revivir a Juno, con poco éxito. Starkiller acuna el cuerpo de Juno y dice que debería haber permanecido en Kamino, actuando así en su visión final. Juno, sin embargo, despierta y besa a Starkiller. 
Tras afirmar que todavía están vivos, los dos se besan de nuevo. Más tarde, Juno y Kota están teniendo una discusión con la princesa Leia Organa. Juno dice que está enviando una docena de pequeños cargueros en todas las direcciones si el Imperio descubre que Vader ha sido capturado no sabrán que nave seguir, no sabrán que enviamos a seguir. Leia les dice que deben estar orgullosos y que la Fuerza está con ellos. Su imagen se disuelve y se muestra un PROXY aún dañado. Los tres caminan hacia el Rogue Shadow.
En el interior, Starkiller entra en la habitación de Vader (prisionero). Vader es restringida en una mesa de metal, con varios tornillos grandes y pesados que se fijan en él. Starkiller le dice, que a pesar de que me digas que soy un clon no te creeré, creo que lo dices para distraerme, pero ya me eh liberado de tu yugo, Vader no responde a eso. Darth Vader le dice: "mientras ella este contigo tu siempre estarás bajo mi control", Starkiller se detiene, pero no le restó importancia al comentario y vuelve con Juno a la cabina Juno dice: "Preparence para la velocidad luz" y el Rogue Shadow desaparece en el hiperespacio. 
Sin embargo, la nave de Boba Fett, el Esclavo I, que se encondía detrás de los restos de un destructor estelar, los sigue sin que se den cuenta.

### Final del Lado Oscuro
Nota: Esta parte no tiene nada con el final principal de Star Wars El Poder De la Fuerza 2, Solo se puso para darle la libertad al Jugador para que escogiera el final que quisiera.
Como Starkiller va a matar a Darth Vader, alguien viene por la espalda y lo apuñala con su sable de luz, que se desvanece en la nada, como si hubiera estado mirando toda la batalla. Kota lo ataca, pero es fácilmente destruido a través del estómago. Él y sus soldados estaban encima de la plataforma. Mientras tanto, unos soldados terribles mataron a PROXY y a otros rebeldes. Vader le dice a Starkiller (casi muerto) que había mentido sobre el proceso de clonación al decir que no estaba perfeccionado, la figura encapuchada que revela a sí mismo como el único clon "perfecto" de Starkiller, pálido y profundamente inmerso en el Lado Oscuro. Starkiller voltea a ver si Juno estaba viva pero al ver que ella había muerto sucumbe a sus heridas y muere. Darth Vader felicita al Starkiller (lado oscuro) por completar su formación. Se le ordena tomar el Rogue Shadow y buscar por las estrellas a los rebeldes supervivientes y matarlos a todos. El clon se da vuelta para irse, él brevemente mira el cuerpo sin vida de Juno Eclipse, sin aparentes emociones, a excepción de odio. El clon toma el Rogue Shadow, acompañado de varios TIE Fighters y hace el salto al hiperespacio.

## Desarrollo
Haden Blackman, que fue el productor ejecutivo del primer juego y también es el productor ejecutivo y escritor de la secuela. Los productores esperan que la historia se entienda y que sea agradable incluso para la gente que no ha jugado el primer juego.
Al igual que el primer juego, Star Wars: El Poder de la Fuerza usa Havok, Euphoria y Digital Molecular Matter. Blackman siente que el segundo juego toma mejor ventaja del poderoso motor que tenía el primer juego.
LucasArts reconoce la frustración de los jugadores con el sistema de "objetivo" del primer juego y trabajará para arreglarlo en la secuela.
Blackman dijo que arreglar el "Agarre de la Fuerza" era la mayor prioridad de los productores. 
El juego incluirá menos tipos de enemigos, en lugar de enfocarse en crear enemigos más "especiales y únicos"; y tendrá batallas épicas. Además, los productores han mejorado la velocidad del menú. 
La versión de Wii tendrá modo de multijugador en el cual cuatro jugadores podrán combatir los unos con los otros.

## Uso y manejo de fuerza
El principal elemento en este juego es el manejo de la fuerza ya que aún agarrado con la fuerza aún se le puede lanzar rayo, enterrar los dos sables de luz y dejar sus cuerpos moribundos.

## Truco mental
Este poder se utiliza con un soldado o enemigo haciéndole creer que el otro stormtropper sea su enemigo y empiece a dispararle o también hacer que se suicide.

## Empujón
El empujón, como su nombre indica, lanza a tus enemigos fuera de ti y a veces los mata. Una derivación de este poder es el ataque de repeler a todos los enemigos que están cerca de ti, si este poder se mejora los enemigos se evaporan y son lanzados.

## Rayo
Este poder es uno de los principales del lado oscuro. Starkiller lanza un rayo que hace que los Stormtroopers mueran y a algunos solo los aturde. También existe una variación que es que el jugador lanza una bola de energía que va electrocutando a todos los que se atraviesen en su camino.

## Sables de luz
La principal arma de Starkiller son dos sables de luz rojos (al principio porque luego se pueden cambiar de color como por ejemplo azul, violeta, negro, etc) estos se usan como armas letales de rápidos y precisos movimientos que pueden llegar a cortar los miembros de los enemigos. La variación de este poder es lanzar los sables y cortar las cabezas de los Stormtroopers y dirigirse hacia él de nuevo como un boomerang, todos los sables de luz tienen algún efecto que te favorece.